# Friedrich Larouette
Friedrich Larouette, häufig Fritz Larouette, (* 29. April 1884 in Kaiserslautern; † nach 1947) war ein deutscher Architekt.

## Leben
Larouette studierte Architektur an der Technischen Hochschule München. 1904 wurde er Mitglied des Corps Vitruvia München. Nach Abschluss des Studiums mit dem akademischen Grad Dipl.-Ing. ließ er sich in Frankenthal als Architekt nieder. In den folgenden Jahrzehnten baute er zahlreiche Industriebauten, Wohn- und Geschäftshäuser und Sakralbauten. Viele seiner Bauten stehen heute unter Denkmalschutz.

## Bauten
- 1909–1911: Feierabendhaus in Frankenthal
- 1920–1921: Umbau der Protestantischen Kirche Höchen
- 1921–1923: Direktorenwohnhaus in Frankenthal, Johann-Kraus-Straße 19
- 1925–1926: Restaurierung und Umbau der Protestantischen Kirche Bexbach
- 1925–1927: Wohnhaus in Neustadt an der Weinstraße, Von-Wissmann-Straße 5
- 1928 fertiggestellt: Christuskirche der protestantischen Kirchengemeinde Bruchhof-Sanddorf in Homburg, Heidebruchstraße 29[4]
- 1928–1929: Neuer Kirchturm der Protestantischen Kirche Beindersheim
- 1933: Kleiner Saalbau der Protestantischen Kirche Mehlingen-Neukirchen
- 1934–1935: Erkenbert-Museum in Frankenthal, Kanalstraße 1

Eingang des Feierabendhauses in Frankenthal
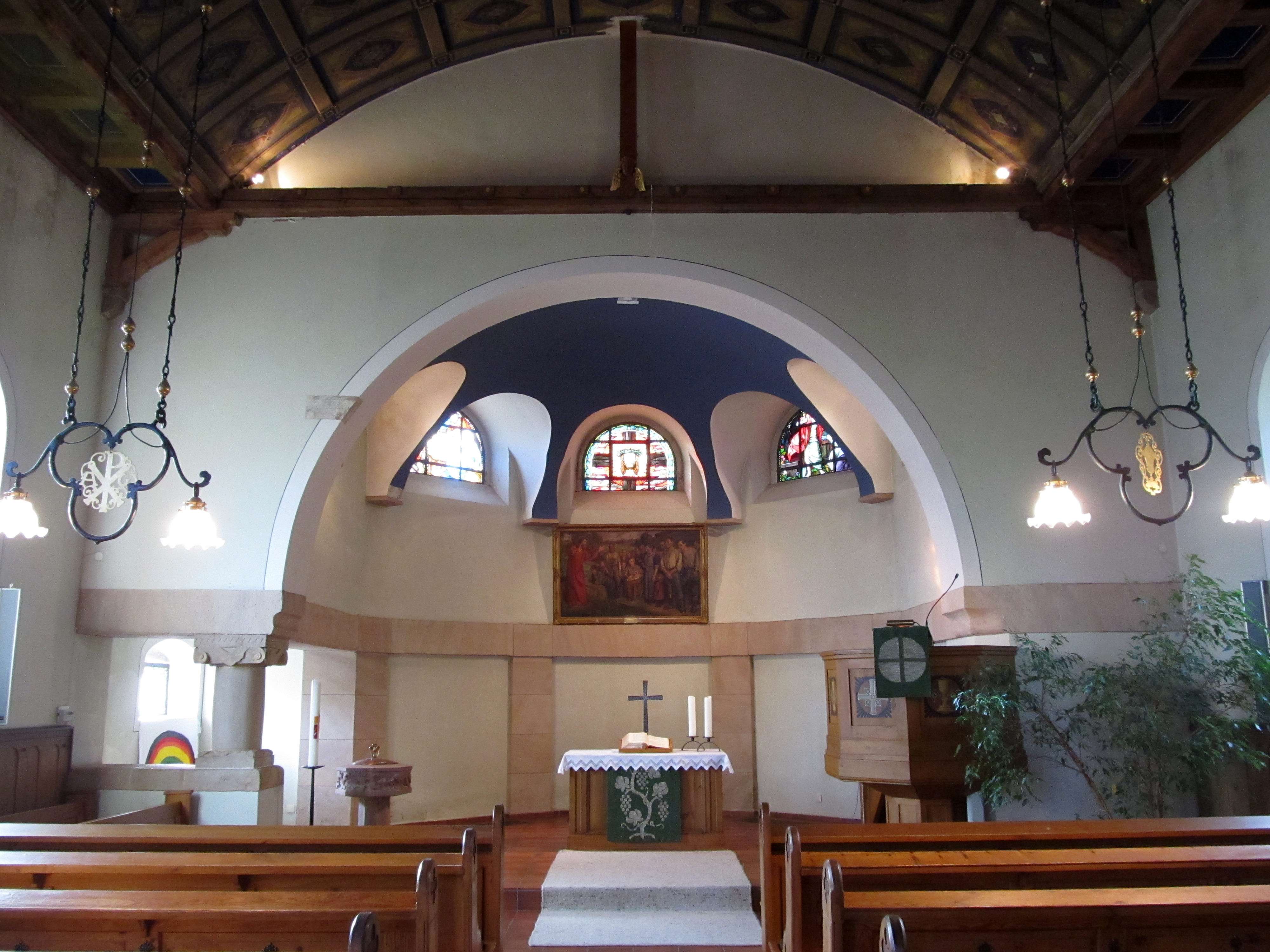
Blick ins Innere der Protestantischen Kirche Höchen
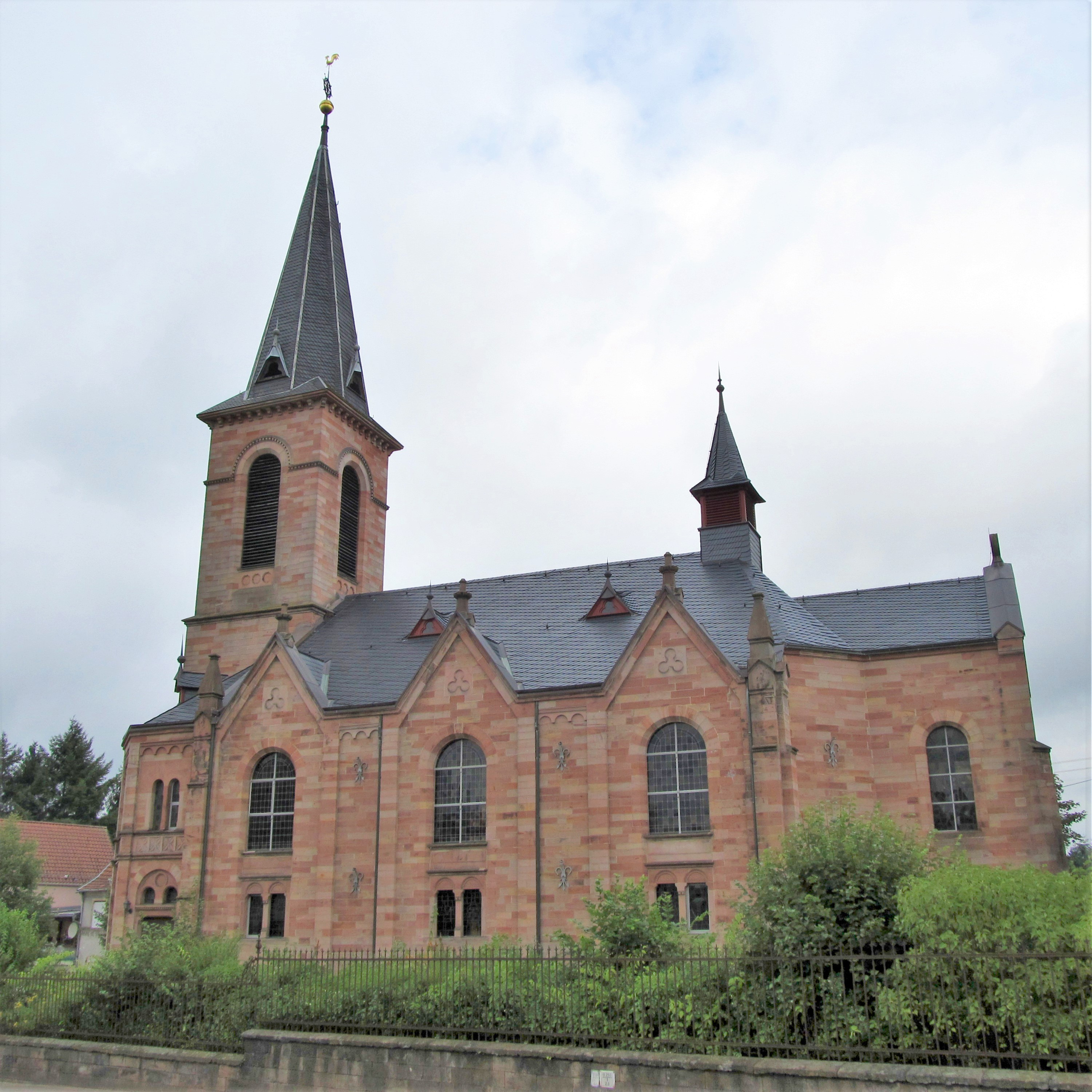
Protestantische Kirche Bexbach
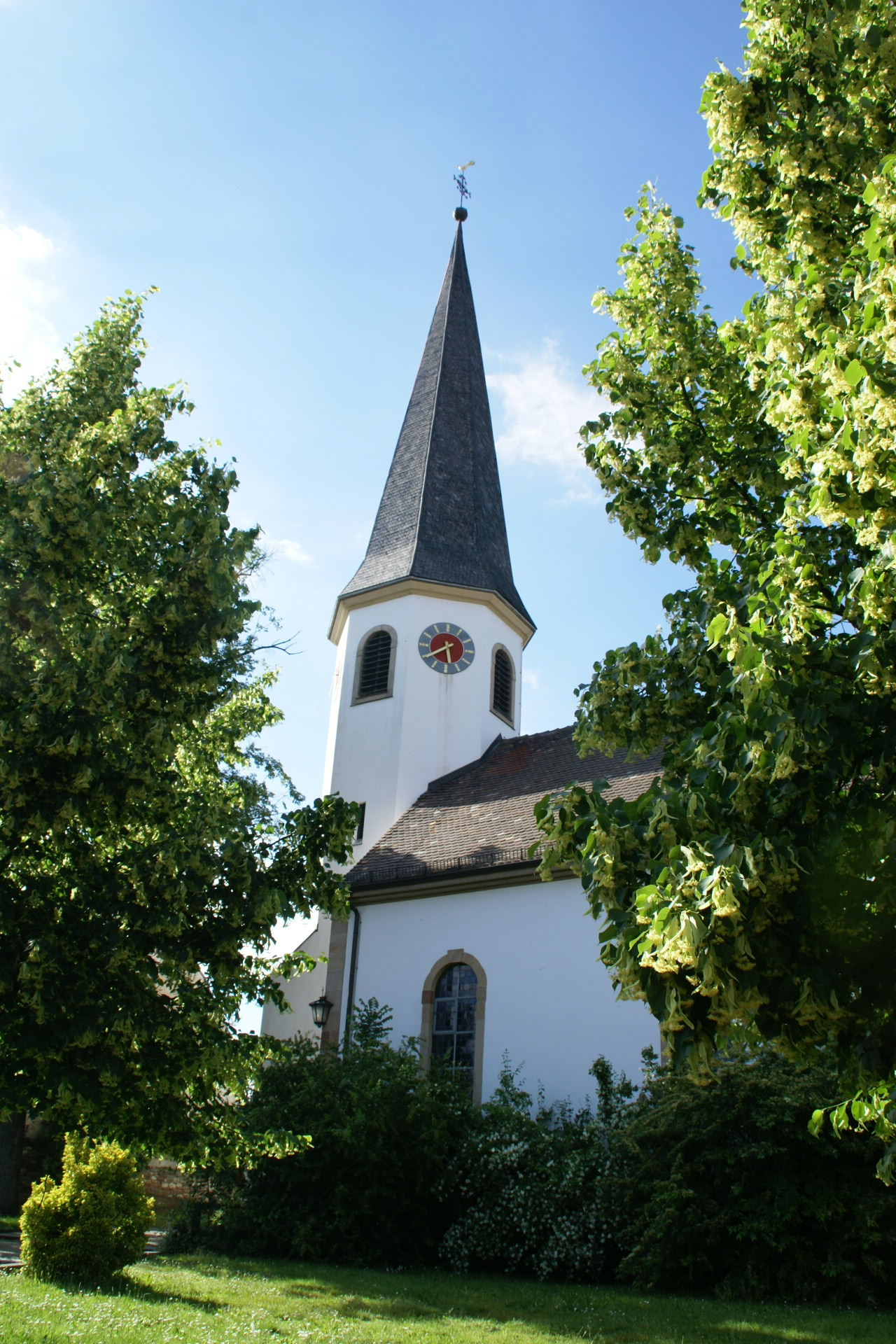
Protestantische Kirche Beindersheim
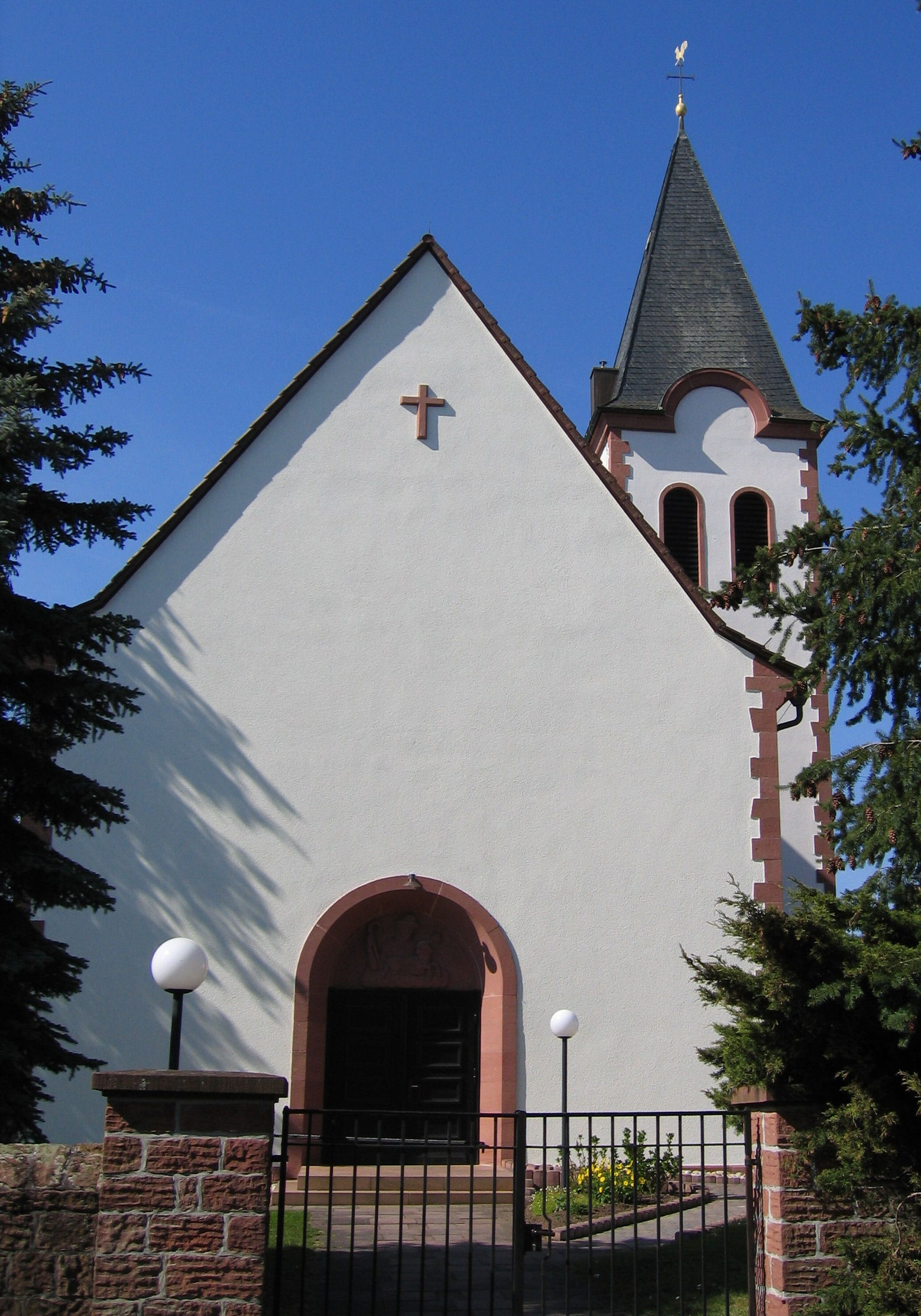
Protestantische Kirche Mehlingen-Neukirchen
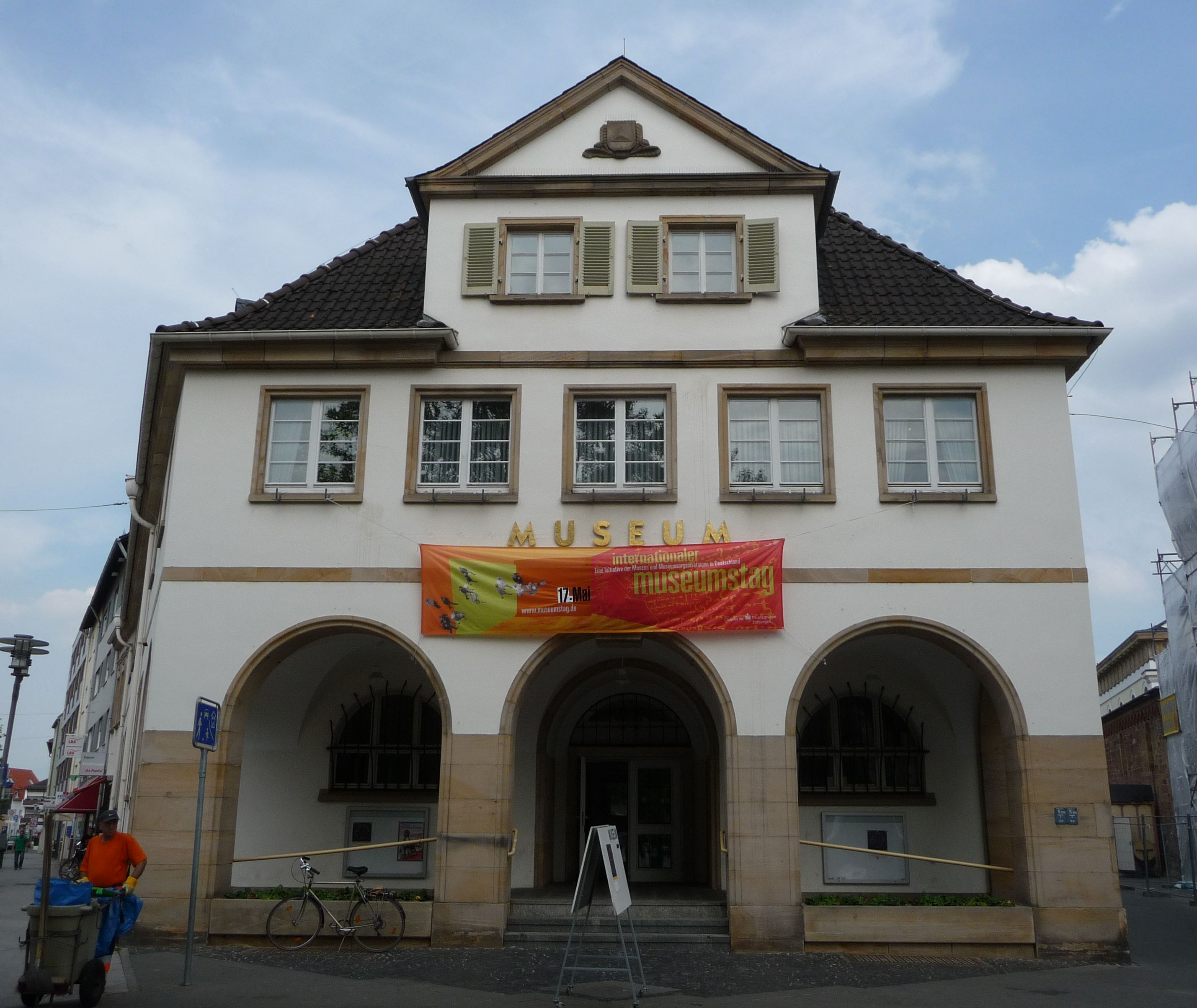
Erkenbert-Museum in Frankenthal

## Schriften
- Der protestantische Kultbau der Pfalz. In: Die Rheinpfalz und ihre Bauten. Festschrift des pfälzischen Architekten- und Ingenieurvereins zum deutschen Architekten- und Ingenieurtag in Ludwigshafen 1928. Dari, Berlin 1928, S. 98–108.